# Grażyna Gryglewicz
Grażyna Gryglewicz (ur. 1955) – polska inżynier chemii. Absolwentka Politechniki Wrocławskiej. Od 2008 profesor na Wydziale Chemicznym Politechniki Wrocławskiej.